# Grevillea infecunda
Grevillea infecunda är en tvåhjärtbladig växtart som beskrevs av Mcgill.. Grevillea infecunda ingår i släktet Grevillea och familjen Proteaceae. Inga underarter finns listade i Catalogue of Life.